# Cuiciuna iuati
Cuiciuna iuati är en skalbaggsart som beskrevs av Maria Helena M. Galileo och Martins 1997. Cuiciuna iuati ingår i släktet Cuiciuna och familjen långhorningar. Inga underarter finns listade i Catalogue of Life.